# Босра
Босра (ар: بصرى), кроз историју позната и као Бостра, Бусрана, Бозрах, Бозра, Бусра Ески Шам, Бусра асх-Схам и Нова Трајана Бостра) је древни град који административно припада провинцији Дара у јужној Сирији.Стари део града Босре је због добро сачуваних античких споменика уписан на УНЕСКО-ву листу свецке културне баштине 1980. године.

## Историја
Босра се под именом Бусрана први пут спомиње у натписима египатског фараона Тутмоса III у 14. веку п. н. е. Након што га је освојио Александар Велики и кратког хеленистичког раздобља, поновно га осваја персијска династија, Селеукида. Искористивши пропаст Селеукида, подручје јужне Сирије су у 1. веку п. н. е напали и заузели Набатејци и учинили престоницом свог краљевства.
Године 106., град је заузео Корнелије Палма, генерал војске римског цара Трајана. Римљани су град претворили у војни штаб Nova Traiana Bostra у коме је била стационирана III. киренајска легија, а Босра је постала седиште нове римске провинције Арабја Петре. Кроз Босру је водио новоизграђени римски пут између Дамаска и Акабе на обали Црвеног мора (Via Nova Traiana). Римљани су у околини града изградили системе за наводњавање, који су довели до процвата области. Године 244., становник Босре, Филип Арапин, постао је римски цар, а свој родни град је начинио метрополом у којој се ковао новац са његовим ликом.
У византијском раздобљу Босра је била важно средиште хришћанства, прво као седиште епископије, а потом архиепископије. У 6. веку у Босри је изграђена највећа црква у целој области.
Према предању хришћанског свештеника Бахире, град је неколико пута походио и сам Мухамед водећи караване између Меке и Дамска. Године 634. град су освојили Арапи под водством калифа Велида I а град је, због легенди о Мухамеду, просперирао као омиљена локација исламских ходочасника на путу према Меки.
У 12. веку су га два пута безусешно нападали крсташи, али град је наставио да постоји. Међутим, кад је створен нови ходочаснички пут преко Дере, град је поступно напуштен.
Данас је Босра велики археолошки локалитет са ископинама из времена Римљана, Византијаца и раног Исламског раздобља.
Год. 1980. Босра је уписана на Унескову листу светске културне баштине, а 2007. године Сирија је основала Одбор за заштиту Старог града Босре. Међутим, због ратних сукоба, 20. јуна 2013. године УНЕСКО је одлучио ставити свих шест мјеста свјетске баштине у Сирији стави на листу угрожених споменика.

## Знаменитости
Босра, која је некад давно имала око 80.000 становника, данас је тек село које се сместило између славних рушевина.
Најзнаменитији споменик римско позориште које очувано у изузетно добром стању, а које вероватно потиче још из времена цара Трајана. То је једино позориште које има горњу галерију у облику наткривеног трема. Место је било утврђено је између 481. и 1231. године. У његовој близини се налазе и два римска моста, Хараба и Гемарин.
Сачувани су и многи други набатејски, римски и византијски споменици, као и ране исламске џамије и медресе. Ранохришћанска базилика има средишњи подни мозаик у источном апсидом окруженом са дје капеле, што ће одлучујуће утицати на развој хршћанске архитектуре.
Џамија Ел Омари је једна од најстаријих сачуваних џамија на свету.